# TAMAらいふ21

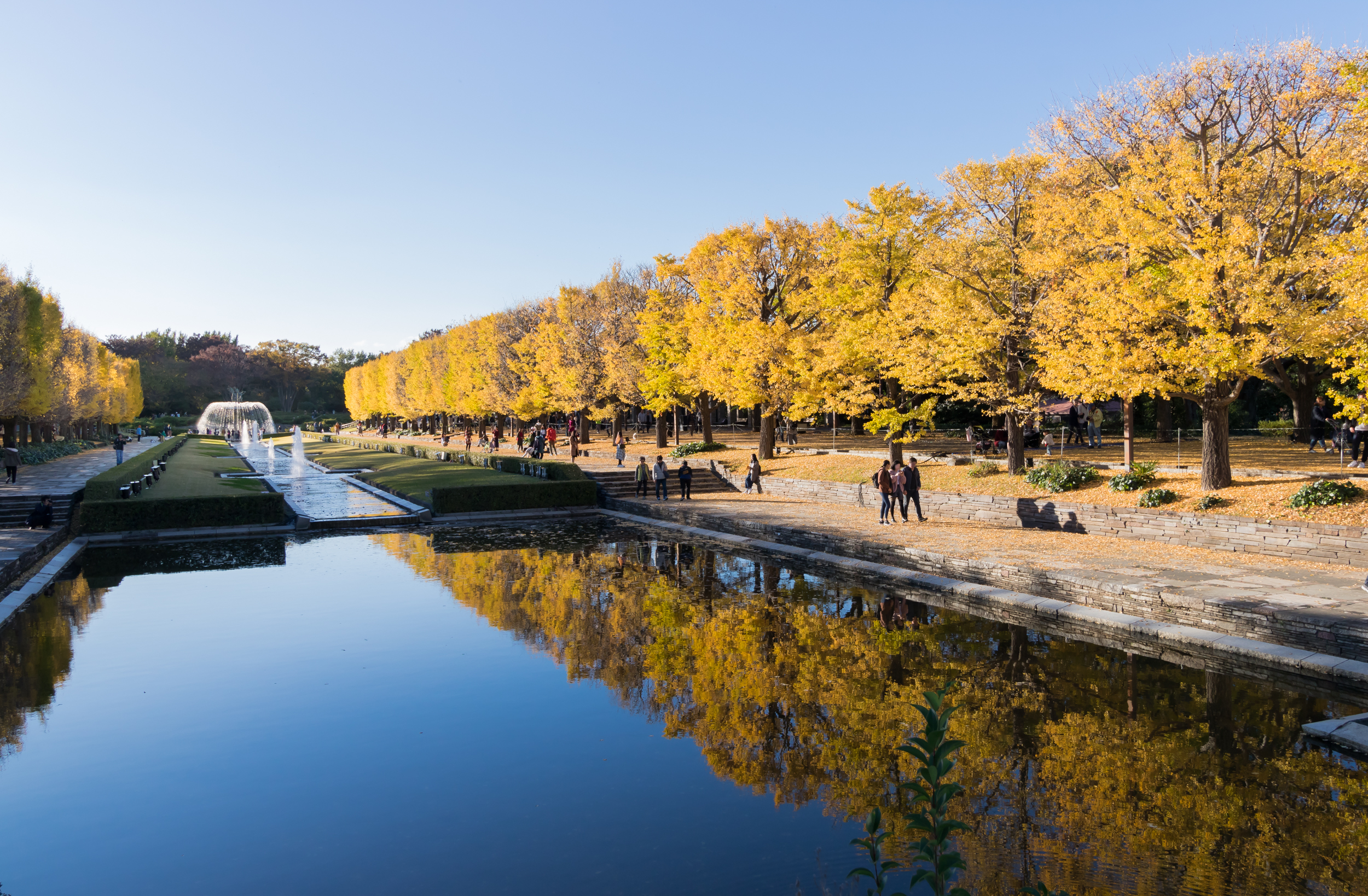
「TAMAらいふ21」メイン会場となった国営昭和記念公園

TAMAらいふ21（たまらいふにじゅういち）は、1993年（平成5年）に東京多摩地域で開催された地方博覧会。多摩地域の東京都移管100周年を記念し「『多摩新時代の創造』-世界に開かれた人間都市・東京の新機軸- 」をテーマに、東京都立川市の国営昭和記念公園をメイン会場として、多摩地域全域で開催されたイベントである。
1893年（明治26年）4月1日、三多摩（北多摩郡・南多摩郡・西多摩郡）は神奈川県から東京府へ移管された。その100年後にあたる1993年（平成5年）に「多摩東京移管100周年記念事業」として開催されたものである。

## 開催内容

### 期間
- 1993年（平成5年）4月25日に開幕記念式典を開催[1][5]、11月7日の「多摩新時代宣言」セレモニーにより閉幕した[1]。
- 前夜祭を同年4月24日に開催した[1]。

### 名称・テーマ
- 名称：多摩新時代の創造 多摩東京移管100周年記念事業[1]、国営昭和記念公園開園10周年記念事業
- 呼称：TAMAらいふ21[1]
- テーマ：「多摩新時代の創造」-世界に開かれた人間都市・東京の新機軸-[1]
- 開催主体：TAMAらいふ21協会[1]
  - 1991年（平成3年）12月25日に設立。都市基盤・都市施設等の整備を除く各事業の企画・実施・支援を行う団体として、多摩地域32市町村や東京都のほか、地域住民・大学・企業等の代表で構成された[1]。

### メインイベント
メイン会場となった立川市の国営昭和記念公園では、7月31日 - 11月7日の100日間、核となるイベント「多摩21くらしの祭典 VOICE93」が開催された。
入場チケットは、一般客が1,000円前後であった。
- メインイベント：多摩21くらしの祭典 VOICE93
- 会期：7月31日 - 11月7日
- 会場：国営昭和記念公園
- テーマ：多摩の歴史を振り返り未来を考える
- 内容：環境問題、ごみ問題、福祉、公共交通など、暮らしにかかわる問題や、多摩の自然と歴史などに関するパビリオンの展示
- 公式ガイドブック：TAMAらいふ21協会『Tamajin - Voice93 多摩21くらしの祭典 公式ガイドブック』小学館、1993年7月

また、立川基地跡地の北西部（立川バス「窪方」停留所付近）には、イベント期間中に簡易遊園地が設置された。

### 会場
メイン会場の国営昭和記念公園のみならず、多摩地域32市町村や東京都の公共施設のほか、大学や企業等の施設も活用し、多摩全域で開催された。
各会場への交通手段として、立川バスをはじめ、多摩地域を運行するバス事業者により臨時輸送バスが運行された。なお、当時は多摩都市モノレール線の開業前である。

### 音楽
- テーマソング「風のスケッチ」松任谷由実
  - 多摩地域（八王子市）出身の松任谷由実が作詞・作曲・歌唱を担当。シングル『真夏の夜の夢』カップリング曲（8cmCDシングル）として市販されたが、ベストアルバムを含めアルバム未収録曲となっている。
- オーケストラ「TAMAらいふ21管弦楽団」
  - イベント終了後、元メンバーを中心に市民楽団「TAMA21交響楽団」として再結成。
- ウィンドアンサンブル「TAMAらいふ21ウィンドアンサンブル」
  - イベント終了後、元メンバーを中心に市民楽団「ウィンドフィルハーモニーオーケストラ」として再結成。

### TAMAらいふ21FM
会期中はイベント臨時放送局として、FMラジオ局「TAMAらいふ21FM」も設けられ、TOKYO FMが全面協力した。
- 愛称：EGG STATION
- 周波数：76.3MHz
- 出力：300W
- コールサイン：JOAZ-FM
  - このコールサインは実験局・臨時局用に確保されているもので、後に臨時災害放送局のFM796 フェニックスや、デジタルラジオ推進協会の地上デジタル音声放送実用化試験に割り当てられた。
- 送信所：スカイタワー西東京（当時の田無市、現：西東京市）

同FMのDJ・ラジオパーソナリティには、後にTOKYO FMの番組『カタクリコホットライン・ゴールドラッシュ』などで活躍する内藤忠（DJ.ナイク）らがいた。

### 関連テレビ番組
関連テレビ番組として、1993年夏に『TAMAらいふ21 80大学対抗クイズ選手権』が放送された。制作は日本テレビ。
多摩地域の大学対抗クイズイベント番組。司会は福澤朗（当時同局アナウンサー）。
番組の内容は、多摩地域にキャンパスを置く大学の学生らが集まり、多摩の観光スポットでクイズに挑み、大学生クイズ王「タマ王」を決定するもの。日本テレビ制作のクイズ番組「アメリカ横断ウルトラクイズ」「高校生クイズ」の規模を縮小した内容となっており、番組制作と放送時期は「ウルトラクイズ」のレギュラー放送の最後となる1992年放送の「第16回」の翌年であった。
参加者は、2人1組の大学生が東京都立大学内の予選会場（球技場・野球場グラウンド）に集められ「○×クイズ」などの予選会を実施し、予選通過者は2日間にわたり多摩市のパルテノン多摩で「激走リレークイズ」、町田市の薬師池公園で市の名産品の「早食いボードクイズ」などが行われ、準決勝は日野市の高幡不動尊で僧侶に扮して「早押しクイズ」、決勝戦は八王子市で「絶叫通過クイズ」が行われた。優勝は一橋大学クイズ研究会。大学のキャンパスが多数集積する多摩地域ならではの企画であった。

## 開催後

### 東京スタジアムの建設発表
開催前年の1992年（平成4年）から「多摩東京移管100周年記念事業」の一つとして「武蔵野の森総合スポーツ施設」の建設が選定されていた。
1993年11月7日の「TAMAらいふ21」閉会式において、当時の鈴木俊一東京都知事が競技場建設について発表し、米軍調布基地跡地に2013年開催の「多摩国体」の会場として、また多摩地域のスポーツ振興の拠点としてサッカーなど多目的利用可能な陸上競技場を、翌1994年度に第三セクターを設立して早急に建設着手したいとの旨を述べた。こうして2000年に竣工・開業したのが東京スタジアム（味の素スタジアム）であり、予定どおり「スポーツ祭東京2013（多摩国体・第13回全国障害者スポーツ大会）」のメイン会場となった。
また「多摩国体」の際に東京スタジアム西側特設スペースに設置されたイベントスペース「ゆりーと広場」も、スポーツ祭東京2013開催後に「武蔵野の森総合スポーツ施設」計画の一環として一体的に整備され、2017年11月には武蔵野の森総合スポーツプラザとして開業、2020年東京オリンピック・パラリンピックでは多摩地域の会場として使用された。

### 市民活動の促進
1980年代には神戸ポートアイランド博覧会（ポートピア'81）を皮切りに地方博覧会ブームが起こり、バブル期には首都圏でも1989年の横浜博覧会 (YES'89) が大きな成功を収めた。
しかしその後、1990年代以降はバブル崩壊により地方博覧会ブームは収束し、集客や協賛企業集めにも苦労することとなった。
TAMAらいふ21開催の3年後の1996年（平成8年）には、東京臨海副都心で世界都市博覧会（略称「都市博」）が開催される予定であったが、計画凍結を公約に掲げて当選し東京都知事に就任した青島幸男により開催が中止されている。
だがそうした経済効果とは別に、TAMAらいふ21の開催を通じて、それまで横のつながりが乏しかった多摩地域での市民団体などの交流が進み、その後の地域振興やまちづくり、市民活動やNPO活動、ボランティア活動などの広がりへつながったという、大きなメリットがあったことは特筆される。

### 『TAMAらいふ21白書』の刊行
「TAMAらいふ21」の開催記録として、翌1994年（平成6年）3月、主催者のTAMAらいふ21協会から『TAMAらいふ21白書』全13巻が刊行された。その他にも同協会から機関紙として『TAMAらいふ21』が第1号から13号まで刊行されている。
『TAMAらいふ21白書』の内容は以下のとおり。
- 第1巻　多摩新時代の創造に向けて―本編
- 第2巻　多摩新時代の創造に向けて―365万人リサイクル型都市の形成
- 第3巻　多摩新時代の創造に向けて―都市農業の新しい展開
- 第4巻　多摩新時代の創造に向けて―多摩川の復権
- 第5巻　多摩新時代の創造に向けて―多摩の湧水・崖線の保全
- 第6巻　多摩新時代の創造に向けて―国際芸術・文化ゾーン多摩創造
- 第7巻　多摩新時代の創造に向けて―多摩スポーツ交流ネットワークの形成
- 第8巻　多摩新時代の創造に向けて―自治とくらしを考える
- 第9巻　多摩新時代の創造に向けて―地域の振興を考える
- 第10巻　多摩新時代の創造に向けて―地域企画プログラム
- 第11巻　多摩新時代の創造に向けて―自主企画プログラム
- 第12巻　多摩新時代の創造に向けて―多摩21くらしの祭典 (VOICE93)
- 第13巻　多摩新時代の創造に向けて―TAMAらいふ21の推進（広報・総務）

### 多摩交流センターの設置
「TAMAらいふ21」開催後、その成果を継承し住民交流の推進を図るため、公益財団法人東京市町村自治調査会（東京自治会館4階）内の組織として、1994年（平成6年）7月に「多摩交流センター」が設置された。
多摩交流センターでは「TAMAらいふ21」の記録や資料などを公開するとともに、多摩地域に関する情報発信や市民活動への支援などを行っている。前掲の『TAMAらいふ21白書』なども閲覧できる。
所在地は、府中駅北口の府中市役所「府中駅北第2庁舎」6階、東京都府中市寿町1-5-1。

### 東京都による位置づけ
多摩地域と島嶼部の地域振興を担当する東京都総務局行政部では、2017年（平成29年）策定の「多摩の振興プラン」において、「TAMAらいふ21」の開催について以下のように位置づけている。